# Klosterstern (métro de Hambourg)
Klosterstern (en allemand : U-Bahnhof Klosterstern) est une station de la ligne U1 du métro de Hambourg. Elle se situe dans le quartier de Harvestehude, dans l'arrondissement d'Eimsbüttel, en contrebas de la place Klosterstern, d'où son nom.

## Situation sur le réseau

Plans des lignes
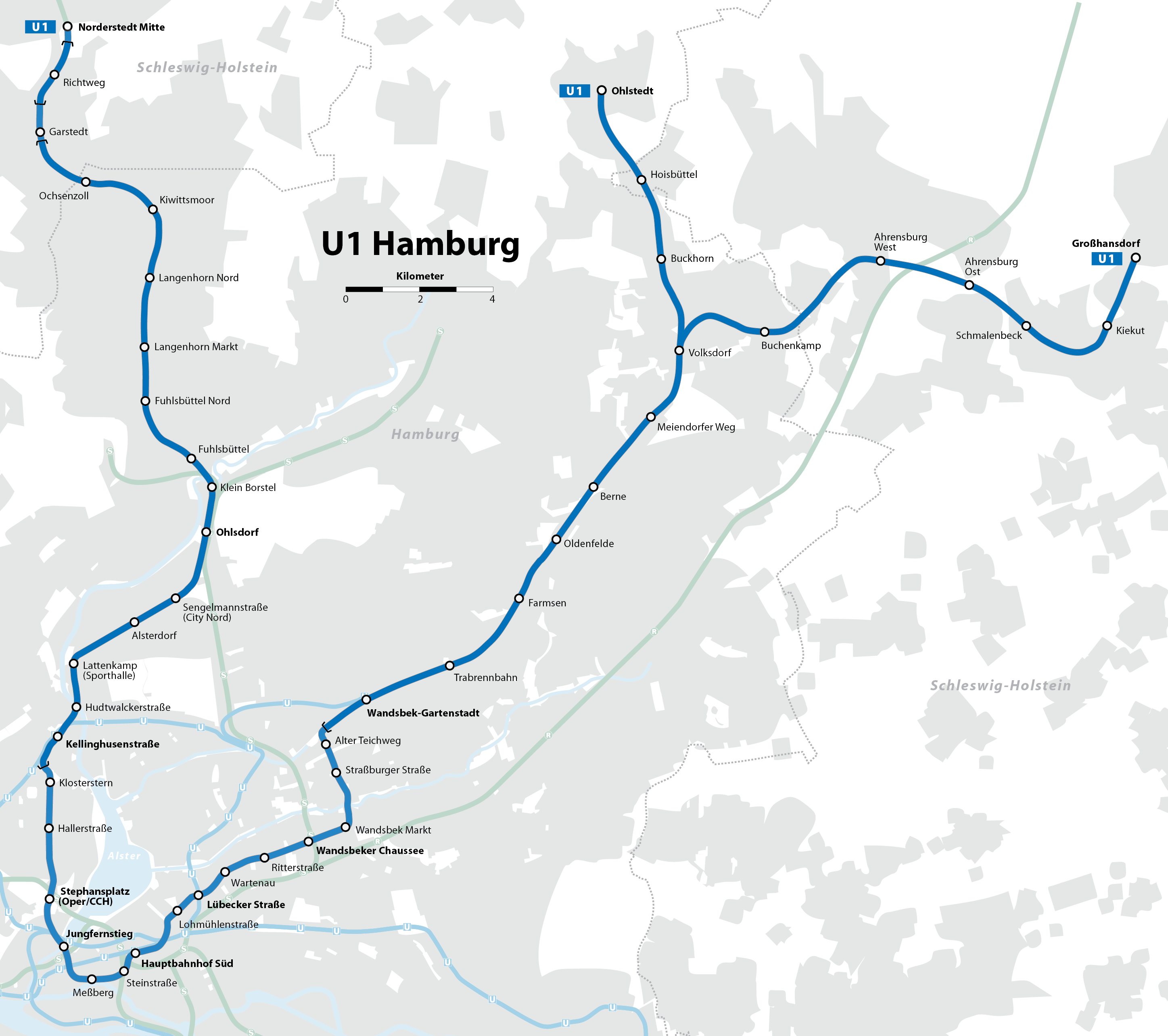
Ligne U1.

## Histoire
Elle ouvre le 2 juin 1929 dans le cadre de la ligne KellJung. En tant que l'une des rares stations d'avant-guerre du métro de Hambourg, la station est encore en grande partie dans son état architectural d'origine. Dans les années 1980, l'établissement est rénové fidèlement à l'original. L'agrandissement sans obstacle commence à l'été 2015 avec une élévation de section de plate-forme et un système de guidage pour les aveugles, achevé avec la mise en service de l'ascenseur le 20 décembre 2016.